# Solomon Asch
Solomon Elliot Asch (* 14. September 1907 in Warschau; † 20. Februar 1996 in Haverford, Pennsylvania) war ein polnisch-amerikanischer Gestaltpsychologe und Pionier der Sozialpsychologie.

## Leben
Solomon Asch emigrierte 1920 von Polen in die Vereinigten Staaten. 1932 schloss er sein Studium an der Columbia University mit einem Ph.D. ab. Für mehr als 19 Jahre war Asch am Swarthmore College Professor für Psychologie. Dort arbeitete er mit zahlreichen Psychologen zusammen, darunter Wolfgang Köhler.
Bekannt wurde Asch in den 1950er Jahren mit Experimenten wie dem Konformitätsexperiment, das zeigte, wie Konformitätsdruck eine Person so beeinflussen kann, dass sie eine offensichtlich falsche Aussage als richtig bewertet.
Mit seinen Thesen beeinflusste er nachhaltig die Arbeit des Psychologen Stanley Milgram und war dessen Doktorvater an der Harvard University. Auch arbeitete S. Asch mit Herman A. Witkin bei der Entwicklung der Theorie der Kognitionsstile zusammen. Anfang der 1970er lieferten Aschs Experimente u. a. einen Mitanstoß für die Theorie der Schweigespirale von Elisabeth Noelle-Neumann.
Sein 1952 veröffentlichtes Buch „Social Psychology“ wurde zu einem der Standardwerke für dieses Gebiet. Noel Sheehy nahm Asch in sein Kompendium „50 Key-Thinkers in Psychology“ auf. Asch wurde 1965 die Ehrung als „Fellow of the American Academy of Arts and Sciences“ zuteil.

## DasAsch-Paradigma der Eindrucksbildung
In einem Versuch zur Eindrucksbildung legte Asch Versuchspersonen eine Liste von Adjektiven einer (fiktiven) Person vor. Im Anschluss wurden die Versuchspersonen gebeten, einen Aufsatz über die charakterisierte Person zu schreiben.
Charakteristika/Adjektive:
- Person A ist geschickt, fleißig, freundlich, entschlossen, praktisch, vorsichtig.
- Person B ist geschickt, fleißig, kalt, entschlossen, praktisch, vorsichtig.

Person A wurde aufgrund der genannten Charakteristika in den Aufsätzen der Versuchsperson und auch ihren Einschätzungen bezüglich anderer Charakteristiken der Personen sehr anders als Person B eingeschätzt. Zum Beispiel wurde Person A von den meisten als großzügig eingeschätzt, Person B eher nicht. Der Austausch von freundlich durch kalt hat offensichtlich diesen Effekt hervorgerufen. In diesem Experiment erwiesen sich die Eigenschaften freundlich (im Original: warm) und kalt als zentral. Aber freundlich und kalt erwiesen sich als nicht immer zentral. Auch die Eigenschaften selbst wurden in verschiedenen Zusammenhängen völlig anders gedeutet. Freundlich bedeutete in der Kombination mit gehorsam, schwach, oberflächlich, warm, wenig ehrgeizig, eitel etwas anderes als in den oben genannten Kombinationen. Daraus schließt Asch, dass der Gesamteindruck von einer Person sich nicht aus der Summe der einzelnen zur Verfügung stehenden Informationen bzw. Merkmale erklären lässt. Der Gesamteindruck ist also mehr als die Summe der einzelnen Teile.
Der erste Eindruck
Darüber hinaus fand Asch heraus, dass die zuerst gegebenen Informationen über eine Person als Grundlage für die Einordnung der nachfolgenden Informationen dienen. Dies kann durch eine abnehmende Aufmerksamkeit begründet werden (siehe auch: Positionseffekte).
Dieses Vorgehen bei der Informationsverarbeitung wird als ein Mechanismus zur Reduktion von Komplexität und zur Vereinfachung von Personenbeurteilungsprozessen gesehen. Allerdings ist der erste Eindruck auch eine Quelle für Urteilsverzerrungen.

## Veröffentlichungen (Auswahl)
- 1932: An experimental study of variability in learning. New York (Dissertation).
- 1952: Social Psychology, Prentice Hall. 1987 Oxford University Press, ISBN 978-0-19-852172-3
- 1955: Opinions and social pressure. In: Scientific American, 193(5), 31–35, erneut abgedruckt in  Sutermeister, Robert A. (Hg.), People and Productivity, McGraw-Hill, New York u. a. 1963; 3. Aufl. 1976
- 1956: Studies of independence and conformity: I. A minority of one against a unanimous majority. In: Psychological Monographs, 70(9), 1–70.